# 카림스키 화산

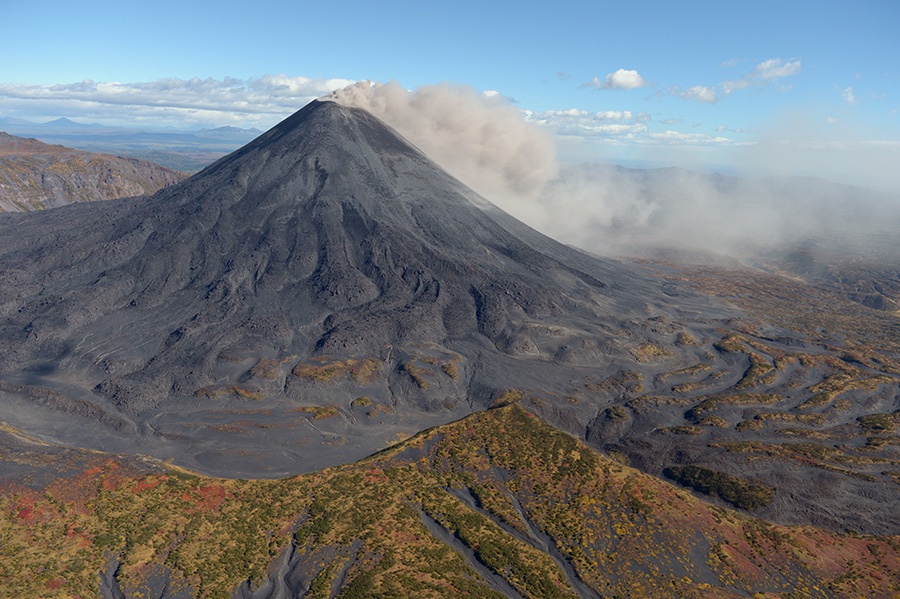

카림스키 화산(Karymsky)은 러시아의 캄차카반도 캄차카 화산군에 속하는 화산으로, 성층화산이자 활화산이다. 이 화산은
원뿔형을 지니고 있으며, 산 정상에 있는 분화구는 작은 편입니다.
카림스키 ( 러시아어 : Карымская сопка , Karymskaya sopka )는 러시아 캄차카 반도에 있는 활동 적인 성층화 산 입니다 . 이 화산과 시벨루치 화산은 캄차카에서 가장 크고 가장 활동적이며 가장 지속적으로 분출하는 화산이자 지구상에서 가장 활발한 화산 중 하나입니다.